# جلب المصالح ودرء المفاسد
باب جلب المصالح ودرء المفاسد أو قاعدة جلب المصالح ودرء المفاسد تعتبر من قواعد الفقه الإسلامي المندرجة تحت القاعدة الأم المتفق عليها: لا ضرر ولا ضرار والتي تكشف من خلال تطبيقاتها وما يندرج تحتها من فروع كثيرة عن مقصد من مقاصد الشريعة الإسلامية وهو: منع الفعل الضار في جميع صوره قبل وقوعه احترازًا، ومعالجة أثره بعد وقوعه إزالةً ورفعًا.

## شرح الكلمة
أولاً معنى المصلحة لغةً واصطلاحاً
المصلحة لغة: المصلحة كالمنفعة وزناً ومعنى، فهي مصدر بمعنى الصلاح، كالمنفعة بمعنى النفع، أو هي اسم للواحدة من المصالح، وفي اللسان: والمصلحة الصلاح، والمصلحة واحدة المصالح، وفي الصحاح: المصلحة واحدة المصالح مأخوذة من الصلاح ضد الفساد، والاستصلاح نقيض الاستفساد. فكل ما كان فيه نفع - سواء كان بالجلب والتحصيل كاستحصال الفوائد واللذائذ، أو بالدفع والاتقاء، كاستبعاد المضار والآلام - فهو جدير بأن يسمى مصلحة.
المصلحة اصطلاحاً: المصلحة كما قال الإمام الغزالي: المحافظة على مقصود الشرع من الخلق خمسة: أن يحفظ عليهم دينهم، ونفسهم، وعقلهم، ونسلهم، ومالهم، فكل ما يتضمن حفظ هذه الأصول الخمسة فهو مصلحة، وكل ما يفوت هذه الأصول فهو مفسدة، ودفعها مصلحة. فهذه ولا ريب منفعة قصدها الشارع الحكيم لعباده من خلال حفظ هذه الأصول الخمسة، والمنفعة هي: اللذة أو ما كان وسيلة إليها، ودفع الألم أو ما كان وسيلة إليه، أو كقول الرازي: اللذة تحصيلًا، أو إبقاء، فالمراد بالتحصيل: جلب اللذة مباشرة، والمراد بالإبقاء: الحفاظ عليها بدفع المضرة وأسبابها.
ثانياً معنى المفسدة لغةً واصطلاحاً
المفسدة لغةً: فساد الشيء واستحالته، يقال: فسد الشيء يفسُد ويفسِد، وفسُد فسادًا وفُسودًا وأفسدته. حكى سيبويه: رجلٌ مفسد ومِفساد. ويقال: قلب متعب وعمل مفسد؛ لأن أصول أفعالها أفعال رباعية، ومفعول الرباعي يبنى على مفعل، فكما يقال: أكرم فهو مكرم، وأضرم فهو مضرم، كذلك يقال أتعب فهو متعب وأفسد فهو مفسد.
المفسدة اصطلاحًا:المفسدة ما قابل المصلحة، وهي وصف للفعل يحصل به الفساد: أي الضرُّ دائمًا أو غالبًا، للجمهور أو للآحاد. وعرفها ابن عاشور بقوله: المفسدة ما في وجوده فساد وضرر، وليس في تركه نفع زائد على السلامة من ضرره. ويفهم من التعريف أن المصلحة نوعان: النوع الأول: مصلحة عامة ويقصد بها ما فيه صلاح عموم الأمة أو الجمهور، ولا التفاتَ منه إلى أحوال الأفراد إلا من حيث إنهم أجزاء من مجموع الأمة، مثل: حفظ المتمولات من الإحراق والإغراق؛ لأن في بقاء تلك المتمولات منافع ومصالح هي بحيث يستطيع كل من يتمكن من الانتفاع بها نوالها بالوجوه المعروفة شرعًا. النوع الثاني: مصلحة خاصة وهي ما فيه نفع الآحاد باعتبار صدور الأفعال من آحادهم؛ ليحصل بإصلاحهم صلاح المجتمع المركب منهم، فالالتفات فيه ابتداء يكون إلى الأفراد، وأما العموم فحاصل تبعًا، وهو بعض ما جاء به التشريع القرآني، ومعظم ما جاء في السنة من التشريع، مثل: حفظ المال من السرف بالحجر على السفيه مدة سفهه، وذلك نفع لصاحب المال ليجده عند رشده، أو يجده وارثه من بعده، وليس نفعًا للجمهور.

## أقسام المصلحة
- المصلحة المعتبرة[6]: وهي التي شهد الشارع لها بالاعتبار، وهي حجة لا إشكال في صحتها، وفي هذا يقول الغزالي: هي حجة، ويرجع حاصلها إلى القياس، وهو اقتباس الحكم من معقول النص والإجماع: ومثاله: إن كل ما أسكر من مشروب أو مأكول يحرم قياسًا على الخمر، لأنها حُرمت لحفظ العقل الذي هو مناط التكليف وتحريم الشرع للخمر دليل على ملاحظته هذه المصلحة.[7]

- المصلحة الملغاة: وهي التي شهد الشارع لها بالإلغاء: كحرمة الربا على الرغم مما يبدو من أنه باب للكسب، وكتسوية الذكر بالأنثى في الميراث، فهذه مصالح ألغاها الشارع ولم يعتبرها، فإجراء الحكم على وفقها مناقضة للشريعة، وتغيير لحدودها، وإبطال لنصوصها.

- المصلحة المرسلة[8]: وهي التي لم يرد نص باعتبارها ولا بإلغائها،[9] والتي بنيت عليها كثير من الأحكام الشرعية؛ لأنها تندرج تحت مقاصد الشريعة وإن لم يرد نص باعتبارها ولا بإلغائها. وهذه أيضًا تسمى بالمناسب المرسل، وسميت مرسلة: أي غير مقيدة، لأن الشريعة أرسلتها فلم تُنِط بها حُكمًا معينًا، وليس لها نظير معين له حكم شرعي فتقاس عليه، وهي مطلقة؛ لعدم التنصيص عليها لا بالاعتبار ولا بالإلغاء: كجمع القرآن، واتفاق أصحاب النبي ﷺ على حد شارب الخمر ثمانين، وما إلى ذلك.[10]

## مراعاة المصالح ودرء المفاسد
تقدم آنفاً أن المصلحة ثلاثة أقسام: مصلحة معتبرة من الشارع الحكيم، ومصلحة ملغاة من الشارع الحكيم، ومصلحة مرسلة لم يعتبرها الشارع ولم يلغها؛ وهذه التي يكون مدار الاجتهاد عليها؛ لما يحصل من ربط الحكم بها: جلب مصلحة أو دفع مفسدة عن الناس، أو هي التي قصده الشارع الحكيم لعباده من حفظ دينهم، ونفوسهم، وعقولهم، ونسلهم، وأموالهم، وقد ثبت أن السلف من الصحابة والتابعين حكموها في كثير من القضايا الجزئية، وإن الاطلاع على ما ذكره الأصوليون من النماذج يكشف عن ذلك كله، وقد جرى تقسيمها بالنظر إلى رتبتها في حفظ مقاصد الشريعة إلى ثلاث مراتب:
- مرتبة الضروريات: وهي المصالح التي يتوقف عليها قيام مصالح الناس في حياتهم الدينية والدنيوية، وإذا اختلت لم يستقم أمر هذه الحياة، والتي تنحصر في المحافظة على: الدين، والنفس، والعقل، والنسل، والمال، وهي أقوى المراتب.

- مرتبة الحاجيات: وهي المصالح التي يحتاجها العباد؛ لتسهيل حياتهم من حيث التوسعة ورفع الضيق؛ المؤدي في الغالب إلى الحرج والمشقة اللاحقة بفوت المطلوب، فإذ لم تراع؛ دخل على المكلفين – على الجملة - الحرج والمشقة؛ لكن بفواتها لا يضطرب حبل نظام الحياة.

- مرتبة التحسينات أوالكماليات: وهي المصالح التي تكون من قبيل محاسن العادات، وسمو الأخلاق، وتجنب الأحوال التي تأنفها العقول الراجحة.

فهذه المراتب الثلاثة حجة في الفقه لا سيما في مذهب المالكية، والشافعية، والحنابلة، مراعاة لتطورات الحياة وتجدد المصالح للعباد، ومعلوم أن من أعلى أهداف هذا الدين العظيم تحقيق السعادة الدنيوية وذلك بتعمير الدنيا، ومن أهم شروط تحقيق السعادة الأخروية توضيح السبيل إلى مرضاة الله، وقد بين الله سبحانه وتعالى لعباده أنه خلقهم لتعمير الدنيا، واتخاذه وسيلة للنجاة في الآخرة، قال تعالى: {إني جاعل في الأرض خليفة} ومن مقتضيات هذه الخلافة تعمير الأرض، وتطبيق شرع الله فيها، قال تعالى: {هو الذي خلق لكم ما في الأرض جميعا}
وتعمير الأرض وجلب السعادة يكون بالإصلاح ودفع المفسدة، لذا يبين الله سبحانه وتعالى إثم المفسدين، فيقول: {فهل عسيتم إن توليتم أن تفسدوا في الأرض وتقطعوا أرحامكم أولئك الذين لعنهم الله فأصمهم وأعمى أبصارهم}